# Carlos Tomás Morel Diplán
Carlos Tomás Morel Diplán (Monte de la Jagua, Moca, Espaillat), 2 de noviembre de 1969 es un obispo católico dominicano, auxiliar de la arquidiócesis de Santiago de los Caballeros.El 3 de diciembre de 2023 el papa Francisco lo nombró administrador apostólico de la diócesis de la Vega. El 18 de octubre  de 2024 fue nombrado por el Papa Francisco como obispo de la diócesis de La Vega.

## Biografía
Nació el 2 de noviembre de 1969 en Monte de la Jagua, Moca, Espaillat. 
Realizó sus estudios básicos en la escuela elemental de "Canca la Reina", de 1978 a 1986. Continuó su educación secundaria en el liceo Mercedes Peña de Licey al Medio de 1986 a 1990. 
En 1991 ingresa al año propedéutico en el Seminario Santo Cura de Ars de La Vega. 
Sus estudios teológicos y filosóficos los hizo en el Seminario Pontificio Santo Tomás de Aquino, entre 1992 y 2000. Allí obtuvo la licenciatura en Filosofía y en Ciencias Religiosas.
Fue ordenado presbítero el 24 de junio de 2000. 
En 2001 estuvo en Colombia realizando un curso de pastoral vocacional en el Instituto Teológico Pastoral para América Latina (ITEPAL).
Más adelante, en Roma, obtuvo la licenciatura en Teología Moral en la Academia Pontificia Alfonsiana en 2007 y también hizo un curso de Bioética en la Universidad Católica del Sagrado Corazón.
Durante el año 2009, realizó un diplomado en Pedagogía Universitaria en la Pontificia Universidad Católica Madre y Maestra. 
Entre sus labores pastorales, han estado:
Entre 2000 y 2005:
- Vicerrector del Seminario Menor San Pío X, Licey al Medio.
- Coordinador de la Pastoral Vocacional.
- Encargado de la Obra Arquidiocesana de las Vocaciones.
- Director del Liceo-Seminario San Pío X.
- Vicario parroquial de las parroquias Santa Ana y San Mateo.
- Administrador parroquial de las parroquias Santa Ana y San Mateo.

Entre 2007 y 2016:
- Vicerrector del Filosofado Santo Tomás de Aquino, Santiago.
- Administrador parroquial de la parroquia Sagrado Corazón de Jesús, Licey al Medio.
- Admininistraor parroquial de la parroquia María Reina de los Ángeles.
- Administrador parroquial de la parroquia Ángeles Custodios.
- Director de la escuela San Pío X para diáconos permanentes.
- Rector del Seminario Propedéutico Fernando Arturo de Meriño, Santiago.
- Rector del Seminario Menor San Pío X, Licey al Medio, Santiago.
- Profesor en la Pontificia Universidad Católica Madre y Maestra.
- Miembro del colegio de consultores, del consejo presbiteral y del tribunal eclesiástico.
- Rector del Filosofado San Pío X.
- Rector del Seminario de vocaciones adultas San Pío X.

El 14 de diciembre de 2016 fue nombrado obispo auxiliar de Santiago de los Caballeros y titular de Capo della Foresta por el papa Francisco. Fue ordenado el 25 de febrero de 2017 en el salón multiusos de la Pontificia Universidad Católica Madre y Maestra, por el obispo emérito de Barahona, Rafael Leónidas Felipe y Núñez, aunque la ceremonia fue presidida por el arzobispo de Santiago, Freddy Antonio de Jesús Bretón Martínez.
El 18 de octubre de 2024, el Papa Francisco lo nombra Obispo de la Vega, diócesis de la cual era administrador apostólico desde el 3 de diciembre de 2023 